# 氯化镓
氯化镓是一种无机化合物，化学式GaCl3，固态的氯化镓以二聚体形式Ga2Cl6存在。它是无色或白色的固体，可溶于大部分溶剂，甚至能溶于烷烃，这一溶解特性在金属卤化物里很罕见。它的路易斯酸性比氯化铝弱。

## 制备
氯化镓可由金属镓在氯气加热反应，然后用升华提纯而得到。
2 Ga + 3 Cl2 → 2 GaCl3
它也可以由氧化镓与氯化亚砜反应而成：
Ga2O3 + 3 SOCl2 → 2 GaCl3 + 3 SO2
它的水溶液在加热（170 °C）蒸干时，只能得到Ga(OH)Cl2·H2O，而非GaCl3。

## 反应
氯化镓和二甲氨基锂反应，可以得到Ga[N(CH3)2]3或ClGa[N(CH3)2]2，二甲氨基锂过量时，可以得到LiGa[N(CH3)2]4；它和二(三甲基硅基)氨基钠反应，可以得到Ga{N[Si(CH3)3]2}3。在锂存在下，它和三甲基氯硅烷反应，可以得到Ga[Si(CH3)3]3。
它和三甲基硅基二叔丁基锑反应，可以得到含Ga3Sb3环的化合物{Cl2GaSb[C(CH3)3]2}3。它可以和[PCl2N]3形成加合物[PCl2N]3·GaCl3，其中N参与配位。
它和六氧化二氯反应，可以得到高氯酸镓。它和金属镓加热反应，可以得到二氯化镓。它在加热时也可以被铝还原，得到Ga[AlCl4]。它和氯化亚铜反应，可以得到CuGaCl4。它在加热下可以和氧化锂或硫属化锂发生放热反应：
3 GaCl3 + 5 Li2O → 9 LiCl + LiGaO2 + Ga2O3
3 GaCl3 + 3 Li2E → 6 LiCl + Li2E3 （E=S, Se, Te）

## 拓展阅读
- Amemiya, Ryo; Yamaguchi, Masahiko. . European Journal of Organic Chemistry. 28 November 2005, 2005 (24): 5145–5150  [2022-07-19]. ISSN 1434-193X. doi:10.1002/ejoc.200500512. eISSN 1099-0690. （原始内容存档于2022-07-19）.